# Montpeyroux (Puy-de-Dôme)
Montpeyroux település Franciaországban, Puy-de-Dôme megyében. Lakosainak száma 325 fő (2022. január 1.). Montpeyroux Authezat, Coudes, Parent és Vic-le-Comte községekkel határos.

## Népesség
A település népességének változása:
| Lakosok száma | 344  | 347  | 356  | 335  | 329  | 326  | 324  | 321  | 325  |
|               | 2013 | 2015 | 2016 | 2017 | 2018 | 2019 | 2020 | 2021 | 2022 |